# Biestrzynnik

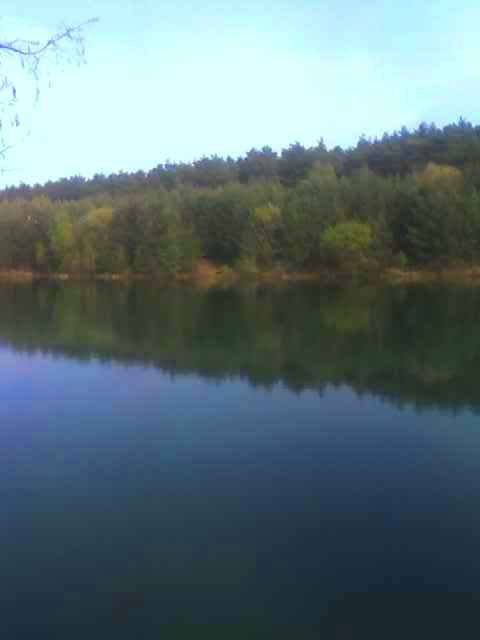
Ein Waldteich am Rande von Biestrzynnik

Biestrzynnik (deutsch Ringwalde, bis 1932 Biestrzinnek) ist eine Ortschaft in Oberschlesien. Biestrzynnik liegt in der Stadt-und-Land-Gemeinde Ozimek (Malapane) im Powiat Opolski (Kreis Oppeln) in der polnischen Woiwodschaft Oppeln.

## Geographie

### Geographische Lage
Biestrzynnik liegt sieben Kilometer nördlich vom Gemeindesitz Ozimek (Malapane) und 21 Kilometer östlich von der Kreisstadt und Woiwodschaftshauptstadt Opole (Oppeln). Westlich von Biestrzynnik liegt der Turawa-See. Nördlich vom Ort fließt die Libawa, ein rechter Zufluss der Malapane. Sie trieb eine Mühle an.

### Ortsteile
Zu Biestrzynnik gehört der nordöstlich gelegene Weiler Poliwoda.

### Nachbarorte
Nachbarorte von Biestrzynnik sind im Westen Dylaki (Dylocken), im Norden Kadlub-Turawa (poln. Kadłub Turawski) und Sakrau-Turawa (poln. Zakrzów Turawski), im Osten Kneja (poln. Knieja) und im Süden Jedlice (Jedlitze) und Antoniów (Antonia).

## Geschichte
Der Ort wurde 1679 erstmals urkundlich erwähnt und zählte damals 12 Einwohner.
1725 lebten acht Bauer im Ort. 1742 fiel Biestrzinnek mit dem Großteil Schlesiens an Preußen. 1783 lebten im Ort 11 Bauern, 18 Hüttenleute und 11 Mieter und insgesamt 245 Einwohner.
Nach der Neuorganisation der Provinz Schlesien gehörte die Landgemeinde Biestrzinnek ab 1816 zum Landkreis Oppeln im Regierungsbezirk Oppeln. 1823 wurde die katholische Schule eröffnet. 1830 erbauten die Grafen von Garnier eine Eisenhütte in Poliwoda. 1845 bestanden im Dorf eine katholische Schule, eine Eisenhütte, eine königliche Unterförsterei und 76 weitere Häuser. Im gleichen Jahr lebten in Biestrzinnek 675 Menschen, davon vier evangelisch. 1865 wurde die Eisenhütte im Ort geschlossen. Im gleichen Jahr hatte der Ort elf Freigärtner, 48 Ackerhäusler und 41 Angerhäusler. Die katholische Schule hatte zu diesem Zeitpunkt 182 Schüler aus Biestrzinnik und Poliwoda.
Bei der Volksabstimmung in Oberschlesien am 20. März 1921 stimmten 159 Wahlberechtigte für einen Verbleib bei Deutschland und 125 für die Zugehörigkeit zu Polen. Biestrzinnik verblieb beim Deutschen Reich. Am 15. Januar 1932 wurde der Ort in Ringwalde umbenannt. 1933 lebten im Ort 538 Einwohner. Im selben Jahr wurde eine Freiwillige Feuerwehr gegründet. 1939 hatte Ringwalde 581 Einwohner. Von 1938 bis 1941 wurde im Nachbarort Thielsdorf eine neue Kirche erbaut, zu dessen Kirchengemeinde Ringwalde fortan angehörte. Bis 1945 befand sich der Ort im Landkreis Oppeln.
1945 kam der bisher deutsche Ort unter polnische Verwaltung und wurde der Woiwodschaft Schlesien angeschlossen und in Biestrzynnik umbenannt. 1950 kam der Ort zur Woiwodschaft Oppeln und seit 1999 gehört er zum wiedergegründeten Powiat Opolski. 2005 hatte der Ort etwa 730 Einwohner, 2011 wiederum 685.

## Sehenswürdigkeiten und Denkmale
- Schloss aus dem 20. Jahrhundert
- Wegkapelle mit Glockenturm
- Gefallenendenkmal

## Vereine
- Deutscher Freundschaftskreis[9]
- Freiwillige Feuerwehr OSP Biestrzynnik

## Söhne und Töchter des Ortes
- Franz Gruß (1931–2006), deutscher Bildhauer